# Heterandrium
Heterandrium is een geslacht van vliesvleugeligen uit de familie Pteromalidae. De wetenschappelijke naam van dit geslacht is voor het eerst geldig gepubliceerd in 1885 door Mayr.

## Soorten
Het geslacht Heterandrium omvat de volgende soorten:
- Heterandrium biannulatum Mayr, 1885
- Heterandrium brevicaude (Mayr, 1885)
- Heterandrium fallax (Müller, 1886)
- Heterandrium flavum (Howard, 1897)
- Heterandrium longipes Mayr, 1885
- Heterandrium nudiventre Mayr, 1885
- Heterandrium rasplusi Boucek, 1993
- Heterandrium subalatum Mayr, 1906
- Heterandrium tredecimarticulatum Mayr, 1885
- Heterandrium uniannulatum Mayr, 1885